# Фривалд
Фривалд (пол. Frywałd) — село в Польщі, у гміні Кшешовиці Краківського повіту Малопольського воєводства.
Населення — 261 особа (2011).

## Демографія
Демографічна структура станом на 31 березня 2011 року:
|          | Загалом | Допрацездатний вік | Працездатний вік | Постпрацездатний вік |
| -------- | ------- | ------------------ | ---------------- | -------------------- |
| Чоловіки | 128     | 30                 | 85               | 13                   |
| Жінки    | 133     | 17                 | 78               | 38                   |
| Разом    | 261     | 47                 | 163              | 51                   |